# Laura Van Gilder
Laura Van Gilder, née le 11 décembre 1964 à Pocono Pines (en) en Pennsylvanie, est une coureuse cycliste américaine. Elle a notamment remporté le classement individuel de l'USA Cycling National Racing Calendar en 2002 et 2007.

## Palmarès sur route
- 1994
  - 2e étape de la Fitchburg Longsjo Classic
- 1999
  - Tour de Somerville
  - 2e de la Clarendon Cup
- 2000
  - 3e de la Clarendon Cup
- 2001
  - 3e de l'Athens Twilight Criterium
  - 3e du Tour de Somerville
  - 3e de la Clarendon Cup
- 2002
  - USA Cycling National Racing Calendar
  - 4e et 5e étapes du Tour de Toona
  - Chris Thater Memorial Criterium
  - Tour du Grand Montréal :
    - Classement général
    - 1re et 2e étapes

  - 2e de la Liberty Classic
- 2003
  - 3e étape de la Solano Bicycle Classic
  - Clarendon Cup
  - 5e étape du Tour de Toona
  - 2e du Tour de Somerville
- 2004
  - 3e étape de la Valley of the Sun Stage Race
  - 1re étape de la Pomona Valley Stage Race
  - 4e étape de la Joe Martin Stage Race
  - 2e de l'Athens Twilight Criterium
  - 2e de l'Univest Grand Prix
  - 3e de la Liberty Classic
- 2005
  - Garrett Lemire Memorial Grand Prix
  - 2e étape de la Central Valley Classic
  - CSC Invitational
  - 3e de la Liberty Classic
- 2006
  - Historic Roswell Criterium
  - 3e étape du Nature Valley Grand Prix
  - 6e étape du Tour de Toona
  - Chris Thater Memorial Criterium
  - 2e du CSC Invitational
- 2007
  - USA Cycling National Racing Calendar
  - USA Crits Finals
  - Indio Grand Prix
  - Garrett Lemire Memorial Grand Prux
  - 2e étape de la Joe Martin Stage Race
  - CSC Invitational
  - Crystal City Classic
  - 4e étape du Nature Valley Grand Prix
  - Manhattan Beach Grand Prix
  - 4e et 7e étapes du Tour de Toona
  - Sunny King Criterium
  - 2e de la Sequoia Cycling Classic
  - 2e du Wachovia Series Lancaster
  - 2e du Tour de Leelanau
  - 3e de l'Historic Roswell Criterium
  - 3e de la Reading Classic
- 2008
  - 1re étape de la Joe Martin Stage Race
  - Tour de Toona
  - 2e du Commerce Bank Triple Crown
  - 2e du Manhattan Beach Grand Prix
  - 3e de la Joe Martin Stage Race
  - 3e de la Reading Classic
- 2009
  - San Jose Cycling Classic
  - 3e étape de la Joe Martin Stage Race
  - Wilmington Grand Prix
  - 1re étape du Tulsa Tough
  - 2e du Tulsa Tough
  - 3e du Sunny King Criterium
- 2010
  - Kelly Cup
  - Harlem Skyscraper Classic
  - Wilmington Grand Prix
  - 2e de la Clarendon Cup
  - 3e du Glencoe Grand Prix
  - 3e de l'Historic Roswell Criterium
- 2011
  - 2e du Wilmington Grand Prix
  - 2e du Tour de Somerville
  - 3e de l'Historic Roswell Criterium
- 2012
  - Historic Roswell Criterium
  - Glencoe Grand Prix
  - Chris Thater Memorial
  - Harlem Skyscraper Classic
  - 2e de l'Athens Twilight Criterium
  - 2e du Wilmington Grand Prix
  - 2e du Tour de Somerville
  - 3e du Sunny King Criterium
- 2013
  - Belmont Criterium
  - 3e de la Clarendon Cup
  - 3e du Manhattan Beach Grand Prix
- 2014
  - Gasparilla Criterium
  - Iron Hill Twilight Criterium
  - Connecticut Cycling Festival
  - 3e de la Crystal Cup
  - 3e du Wilmington Grand Prix
- 2015
  - Freedom Tour
  - Iron Hill Twilight Criterium
  - 2e du Tour de Somerville
  - 3e de l'Athens Twilight Criterium
- 2017
  - Smoketown Airport Criterium
  - Bound Brook Cycling Classic
  - Tour de Somerville
  - Harlem Skyscraper Classic
  - Crystal Cup
  - Pottstown Bike Race
  - 3e du Manhattan Beach Grand Prix
- 2018
  - Bound Brook Cycling Classic
  - Tour de Somerville
  - Somerdale Tour de Fish
  - Grandview Grand Prix
- 2023
  - 3e du Wilmington Grand Prix
  - 3e de la Harlem Skyscraper Classic

## Palmarès en cyclo-cross
- 2010-2011
  - Nittany Lion Cross, Breinigsville
  - Charm City Cross 1, Baltimore
  - Charm City Cross 2, Baltimore
  - The Nor Easter Cyclocross at Loon Mountain, Lincoln
  - Grand Prix of Gloucester 1, Gloucester
  - Granogue Cross 1, Wilmington
  - Granogue Cross 2, Wilmington
  - HPCX, Jamesburg
  - The Cycle-Smart International 1, Northampton
  - The Cycle-Smart International 2, Northampton
  - Baystate Cyclocross 1, Sterling
  - NBX Grand Prix 2, Warwick
- 2011-2012
  - New England Championship Series #5 - Providence Cyclo-cross 1, Providence
  - New England Championship Series #10 - Baystate Cyclo-cross, Sterling
  - Granogue Cross 1, Wilmington
  - Granogue Cross 2, Wilmington
- 2012-2013
  - NEPCX #7 - NBX Gran Prix of Cross 1, Warwick
  - NEPCX #8 - NBX Gran Prix of Cross 2, Warwick
  - Whitmore's Landscaping Super Cross Cup 1, East Meadow
  - Whitmore's Landscaping Super Cross Cup 2, East Meadow
- 2013-2014
  - Nittany Lion Cross 1, Breinigsville
  - Super Cross Cup 1, Stony Point, New York
  - Ellison Park Cyclocross 1, Rochester
  - Ellison Park Cyclocross 2, Rochester
  - HPCX, Jamesburg
  - NEPCX #6 - The Cycle-Smart International, Northampton
- 2014-2015
  - Nittany Lion Cross, Breinigsville
  - HPCX (1), Jamesburg